# Urretxu
Urretxu – gmina w Hiszpanii, w prowincji Guipúzcoa, w Kraju Basków, o powierzchni 16,88 km². W 2011 roku gmina liczyła 6927 mieszkańców.